# Путіфігарі
Путіфігарі, Путіфіґарі (італ. Putifigari, сард. Putifigari) — муніципалітет в Італії, у регіоні Сардинія,  провінція Сассарі.
Путіфігарі розташоване на відстані близько 370 км на південний захід від Рима, 160 км на північ від Кальярі, 20 км на південний захід від Сассарі.
Населення — 738 осіб (2014).
Щорічний фестиваль відбувається третьої неділі травня. Покровитель — Nostra Signora de s'Ena Frisca.

## Демографія
Населення за роками:

Станом на 1 січня 2023 року в муніципалітеті офіційно проживало 9 іноземців з 5 країн, серед них 8 громадян країн Євросоюзу.

## Сусідні муніципалітети
- Альгеро
- Іттірі
- Урі
- Вілланова-Монтелеоне